# Thrixspermum filifolium
Thrixspermum filifolium är en orkidéart som beskrevs av Rudolf Schlechter. Thrixspermum filifolium ingår i släktet Thrixspermum och familjen orkidéer.
Artens utbredningsområde är Sulawesi. Inga underarter finns listade i Catalogue of Life.